# Le Grand Cactus
 (juillet 2021).
Le Grand Cactus est une émission humoristique francophone de la télévision belge diffusée sur Tipik (RTBF) depuis le 1er octobre 2015 (anciennement sur La Deux) et présentée par Jérôme de Warzée et Adrien Devyver.

## Diffusion
L’émission est diffusée un jeudi sur deux de 20 h 25 à 22 h sur Tipik et rediffusée le samedi suivant à 18 h 20 sur la même chaîne. Les enregistrements sont réalisés en principe la veille au studio Média Rives de Liège. Cette émission est la prolongation télévisée des chroniques quotidiennes radiophoniques de Jérôme de Warzée appelées Un Cactus dans le Waterzooi puis Le billet d'humeur du 8/9 et diffusées sur VivaCité (RTBF) depuis 2010.
Depuis sa création, l'audience de l'émission ne cesse de progresser pour atteindre 18,1 % de parts de marché et plus de 300 000 téléspectateurs en octobre 2016. Le 28 septembre 2017, l'audience frôle les 375 000 téléspectateurs soit 21,4 % de parts de marché. Le 28 décembre 2017, le Très Très Grand Cactus bat le record d'audience de l'émission avec 429 000 téléspectateurs soit 22,5 % de parts de marché[réf. à confirmer].
Depuis début 2021, la chaîne française M6 travaillerait à l'adaptation de l'émission. Mais fin avril, M6 annonce renoncer au projet d'adaptation en France malgré plusieurs pilotes tournés avec Marie Portolano et Alex Vizorek à la présentation.

## Principe
Cette section ne s'appuie pas, ou pas assez, sur des sources secondaires ou tertiaires indépendantes du sujet. Le texte peut contenir des analyses inexactes ou inédites de sources primaires.
Pour l'améliorer, ajoutez-en, ou placez des modèles {{Source secondaire souhaitée}} ou {{Source secondaire nécessaire}} sur les passages mal sourcés. (novembre 2022)
Cette émission humoristique revisite l'actualité belge et internationale au travers de :
- reportages (faux envoyés spéciaux ou en duplex, micro-terroir, 1722)
- émissions de la RTBF détournées (Jardins et Loisirs, Questions à la Une qui devient Questions à la Con)
- interviews sur le plateau de comédiens jouant le rôle de personnalités ou de personnages connus (Céline Dion, Mylène Farmer, Tatayet, Dirk Frimout, Pikachu…) ou imaginaires (le poulet Cui-Cui l'Innocent…). De Warzée peine souvent à interviewer les personnalités, celles-ci étant souvent, déconcentrées, comprenant mal les questions ou les contournant de façon maladroite
- séquences en plateau (Les (c)actus en Vrac, Cactus People, Cactus Geek)
- dessins et caricatures humoristiques appelés Caricactus signés Mehdi
- fausses publicités, faux mails, faux tweets

Chaque émission est composée de trois cactus traitant chacun un thème de l'actualité et se termine par une phrase de François de Brigode extraite du journal de la RTBF : « Je vous rappelle quand même que la drogue, c'est dangereux pour la santé ».
Le cactus symbolise le piquant de l'humour qui parfois peut être corrosif ou satirique.

## Présentation et chroniqueurs
La présentation est assurée par Adrien Devyver et Jérôme de Warzée qui est aussi le concepteur et le principal rédacteur des différentes rubriques de l'émission.
Ils sont accompagnés en plateau tout au long de l'émission par trois chroniqueurs de la saison 1 à 7 puis de deux chroniqueurs permanent et un invité :
- David Jeanmotte, auteur de la séquence relooking, la Jeanmotte Touch ;
- Livia Dushkoff, présentatrice de la séquence Livia# (prononcer Livia hashtag).

Guests :
- Saison 8
  - 127 : Yves Van Laethem, épidémiologiste ;
  - 128 : BJ Scott, auteur, compositeur, interprète de blues ;
  - 129 : Jean-Luc Fonck, chanteur-poète humoristique ;
  - 131 : Jean-Michel Saive, pongiste ;
  - 132 : Salvatore Adamo, chanteur ;
  - 133 : Alex Germys, DJ et producteur ;
  - 134 : Sandra Kim, chanteuse, gagnante de l'Eurovision 1986 ;
  - 135 : Michel Lecomte, journaliste sportif ;
  - 137 : Alex Vizorek, humoriste et acteur ;
  - 138 : Nelson Monfort, animateur et journaliste sportif ;

Depuis la saison 9, en plus de l'invité(e) autour de la table, un ou une humoriste est également invité(e) le temps d'une émission pour participer aux sketchs avec la bande : 
- 141 : Liane Foly, chanteuse, comédienne et imitatrice ; avec la participation de Kev Adams
- 142 : Alice on the Roof, chanteuse ; avec la participation de GuiHome
- 143 : Chantal Ladesou, actrice et humoriste ; avec la participation de Zidani
- 144 : Frédéric François, chanteur ; avec la participation de Renaud Rutten et Chicandier
- 145 : Patrick Sébastien, humoriste, imitateur, chanteur et animateur de télévision ; avec la participation de Sarah Schwab
- 146 : Thomas Meunier, footballeur ; avec la participation de Richard Ruben
- 147 : Helmut Lotti, chanteur ; avec la participation de Renaud Rutten
- 148 : Rita Baga, drag-queen et présentatrice ; avec la participation d'Olivier Laurent
- 149 : Daniel Prévost, acteur ; avec la participation de Laurent Chandemerle
- 150 : Hatik, rappeur et acteur
- 151 : Henri Leconte, tennisman ; avec la participation d'Arnaud Tsamère
- 152 : Adriana Karembeu, mannequin et animatrice de télévision ; avec la participation de Nicolas Lacroix
- 153 : Agustin Galiana, mannequin, acteur et chanteur;

- - Saison 10
- 154 : Marianne James, chanteuse, actrice et animatrice ; avec la participation de Jeanfi Janssens
- 155 : Philippe Boxho, médecin légiste et criminologue belge, auteur de livres à succès
- 156 : Valérie Damidot, animatrice de télévision et de radio, et comédienne
- 157 : Michel Fugain, chanteur
- 158 : Olivier Minne, animateur de télévision et comédien, avec la participation d'Olivier de Benoist et de Pierre Aucaigne
- 159 : Jean-Marie Poiré, réalisateur
- 160 : Malika Benjelloun, danseuse et chorégraphe, avec la participation de Hugues Hamelynck
- 161 : Jean-Luc Reichmann, comédien et animateur de télévision, avec la participation de Zidani
- 162 : Jean-Marc Généreux, danseur, chorégraphe et juré de Danse avec les Stars
- 163 : Sheila, chanteuse, avec la participation de Laurent Chandemerle et Yann Lambiel
- 164 : Cathy Immelen, journaliste cinéma
- 165 : Fabrizio Bucella, professeur d'université et podcasteur

Anciens chroniqueurs :
- Thierry Luthers, auteur aussi de la Minute de Monsieur Luthers (saisons 1 à 7) ;

## Comédiens
Les comédiens principaux sont :
- Kody : invité interviewé, duplex et reportages,
- Martin Charlier : Kiki, invité interviewé, duplex et reportages,
- James Deano : envoyé spécial en duplex, invité interviewé et reportages,
- Isabelle Hauben, invitée interviewée et reportages
- Damien Gillard : Fabrizio, invité interviewé, duplex et reportages
- Tamara Payne : Stacy Star et Instanya, invitée interviewée, duplex, reportages et chant,
- Fabian Le Castel : Invité interviewé, duplex et chant,
- Cécile Giroud et Yann Stotz : rubrique Revu de France et invités interviewés
- Antoine Donneaux : invité interviewé
- Zoé Brunet : rubrique En déroute avec la police
- Marc Andreani : Reportages
- Sofia Syko : Reportages et invité interviewé

Anciens comédiens :
- Julie Van H : le Cactus Geek (saisons 1 et 2),
- Karen De Paduwa : séquences en plateau.
- Renaud Rutten : Monsieur Propreté envoyé par le CSA (saison 3)
- Agent Verhaegen (Pablo Andres) : le Petit Cactus, puis la Cactus Patrouille (saison 4)
- Bénédicte Philippon[4] : les Poufs (rôle de Clitorine), invitée interviewée (saisons 1 à 5).
- Sarah G (Sarah Grosjean) : le Cactus People (saisons 1 et 2) et les Poufs (rôle de Jessica), invitée interviewée (saisons 1 à 5)
- Freddy Tougaux (David Greuse)[5] : invité interviewé et le micro-terroir puis le micro-comptoir (avec Michel, le caméraman) (saisons 1 à 7)
- Carmela Giusto : le Cinéma de Carmela (saison 3), séquences en plateau, invitée interviewée (saisons 3 à 5), chansons parodiques sur l'actualité (saison 6)

## Saisons
- Saison 1 : 2015-2016 : émissions 1 à 15 + 16 (best of).
- Saison 2 : 2016-2017 : émissions 17 à 23, 24 (best of de Noël), 25 à 33, 34 (best of de la saison 2) et 35 (best of des deux saisons).
- Saison 3 : 2017-2018 : émissions 36 à 49, 50 (best of de Pâques), 51 à 53, 54 (best of de la saison 3).
- Saison 4 : 2018-2019 : émissions 55 à 60, 61 (best of de Noël), 62 à 71, 72 à 75 (hors série : Le Grand Cactus au soleil, tourné en Tunisie)
- Saison 5 : 2019-2020 : émissions 76 à 81, 82 (best of), 83 à 86, 87 à 90 (spécial confinement), 91 et 92.
- Saison 6 : 2020-2021 : émissions 93 à 107
- Saison 7 : 2021-2022 : émissions 108 à 125
- Saison 8 : 2022-2023 : émissions 126 à 140 (139e émission à Forest National)
- Saison 9 : 2023-2024 : émissions 141 à
- Saison 10 : 2024-2025 :

## Audiences[6][sourceinsuffisante]
| (No épisode) | Audience | Classement de la soirée |
| ------------ | -------- | ----------------------- |
| 17           | 309 800  |                         |
| 18           | 293 750  |                         |
| 19           | 302 172  |                         |
| 20           | 222 625  |                         |
| 21           | 257 596  |                         |
| 22           | 211 095  |                         |
| 23           | 232 941  |                         |
| 24           | 228 867  |                         |
| 25           | 330 863  |                         |
| 26           | 270 521  |                         |
| 27           | 267 126  |                         |
| 28           | 273 075  |                         |
| 29           | 274 443  |                         |
| 30           | 326 520  |                         |
| 31           | 248 326  |                         |
| 32           | 252 722  |                         |
| 33           | 261 615  |                         |
| Moyenne S01  | 251 817  |                         |

| (No épisode) | Audience | Classement de la soirée |
| ------------ | -------- | ----------------------- |
| 34           | 279 549  |                         |
| 35           | 315 184  |                         |
| 36           | 289 971  |                         |
| 37           | 280 317  |                         |
| 38           | 295 403  |                         |
| 39           | 335 450  |                         |
| 39           | 273 664  |                         |
| 40           | 376 760  |                         |
| 41           | 311 289  |                         |
| 42           | 253 048  |                         |
| 43           | 272 568  |                         |
| 44           | 275 649  |                         |
| 45           | 343 346  |                         |
| 46           | 320 516  |                         |
| 47           | 202 745  |                         |
| 48           | 242 032  |                         |
| 49           | 266 741  |                         |
| 50           | 311 631  |                         |
| 51           | 284 281  |                         |
| Moyenne S02  | 291 493  |                         |

| (No épisode) | Audience | Classement de la soirée |
| ------------ | -------- | ----------------------- |
| 53           | 317 639  |                         |
| 54           | 220 834  |                         |
| 55           | 248 068  |                         |
| 56           | 309 009  |                         |
| 57           | 311 109  |                         |
| 58           | 230 600  |                         |
| 59           | 280 585  |                         |
| 60           | 250 339  |                         |
| 61           | 314 591  |                         |
| 62           | 273 927  |                         |
| 63           | 305 521  |                         |
| 64           | 280 523  |                         |
| 65           | 259 083  |                         |
| 66           | 259 323  | 3e                      |
| 67           | 279 323  | 3e                      |
| 68           | 281 176  | 3e                      |
| 69           | 216 078  | 2e                      |
| 70           | 203 128  | 3e                      |
| 71           | 290 599  | 1er                     |
| Moyenne S03  | 257 689  |                         |

| Nom                         | Date             | Audience | Classement de la soirée |
| --------------------------- | ---------------- | -------- | ----------------------- |
| Grand Cactus au Soleil no 1 | 4 juillet 2019   | 210 470  | 2e (Derrière RTL-TVI)   |
| Grand Cactus au Soleil no 2 | 11 juillet 2019  | 186 192  | 2e (Derrière RTL-TVI)   |
| Grand Cactus au Soleil no 3 | 29 août 2019     |          |                         |
| Grand Cactus au Soleil no 4 | 5 septembre 2019 |          |                         |